# Перис (Пенсільванія)
Перис (англ. Paris) — переписна місцевість (CDP) в США, в окрузі Вашингтон штату Пенсільванія. Населення — 667 осіб (2020).

## Географія
Перис розташований за координатами 40°24′37″ пн. ш. 80°30′24″ зх. д. / 40.41028° пн. ш. 80.50667° зх. д. (40.410360, -80.506658).  За даними Бюро перепису населення США в 2010 році переписна місцевість мала площу 5,47 км², уся площа — суходіл.

## Демографія
Згідно з переписом 2010 року, у переписній місцевості мешкали 732 особи в 295 домогосподарствах у складі 215 родин. Густота населення становила 134 особи/км².  Було 314 помешкання (57/км²).
Расовий склад населення:
| - 98,2 % — білих - 0,7 % — чорних або афроамериканців - 0,4 % — азіатів |

До двох чи більше рас належало 0,7 %. Частка іспаномовних становила 0,4 % від усіх жителів.
За віковим діапазоном населення розподілялося таким чином: 20,4 % — особи молодші 18 років, 57,1 % — особи у віці 18—64 років, 22,5 % — особи у віці 65 років та старші. Медіана віку мешканця становила 46,8 року. На 100 осіб жіночої статі у переписній місцевості припадало 106,2 чоловіків;  на 100 жінок у віці від 18 років та старших — 106,0 чоловіків також старших 18 років.
Середній дохід на одне домашнє господарство  становив 65 169 доларів США (медіана — 56 738), а середній дохід на одну сім'ю — 61 663 долари (медіана — 55 427). За межею бідності перебувало 6,8 % осіб, у тому числі 34,5 % дітей у віці до 18 років та 0,0 % осіб у віці 65 років та старших.
Цивільне працевлаштоване населення становило 389 осіб. Основні галузі зайнятості: виробництво — 21,1 %, науковці, спеціалісти, менеджери — 18,5 %, мистецтво, розваги та відпочинок — 15,4 %, освіта, охорона здоров'я та соціальна допомога — 15,2 %.